# بيل كالاهان (لاعب كرة قدم أمريكية)
بيل كالاهان (بالإنجليزية: Bill Callahan)‏ هو لاعب كرة قدم أمريكية أمريكي، ولد في 31 يوليو 1956 في شيكاغو في الولايات المتحدة.